# Чеху-Силванией
Чеху-Силванией (рум. Cehu Silvaniei, венг. Szilágycseh) — город в Румынии в составе жудеца Сэлаж.

## История
В 1319 году в этих местах был построен замок. В документе 1405 года упоминается деревня «Чехи».
В 1968 году коммуна Чеху-Силванией получила статус города.

## Известные уроженцы
- Бела Кун (1886—1938) — венгерский коммунист.